# 桜井郁子
桜井 郁子（さくらい いくこ、1954年（昭和29年）5月 - ）は、日本のアナウンサー、テレビプロデューサー、ディレクター。元フジテレビ社員。東京家政学院大学児童学科非常勤講師。
大分県出身。

## 来歴・人物
1977年、早稲田大学第一文学部（美術史学専攻）卒業後、フジテレビにアナウンサーとして入社。1983年以降は、数々の制作セクションに異動し、ユニークな番組をプロデュース。
夫はCMディレクターの川崎徹。
2014年5月30日付でフジテレビを定年退職した。

## 経歴
- 1977年 - フジテレビに入社。約4ヶ月後に、早朝番組を担当。
- 1983年 - 制作局（現：編成制作局）に異動。ワイドショーやドキュメンタリー番組でのディレクターやプロデューサーを務める。
- 1996年 - 事業局に異動。
- 2002年 - 事業局事業推進部デスク担当部長就任。
- 2003年6月 - 「フジテレビアートネット」の編集長を務める。事業局事業推進部ゼネラルプロデューサーに就任。
- 2007年 - CSR推進室ゼネラルプロデューサーに就任。
- 2010年 - CSR推進室部長に就任。
- 2011年 CSR推進室長に就任。
- 2013年 - 放送文化推進局CSR推進室長に就任（組織変更）。
- 2014年5月30日 - フジテレビを定年退職。後任のCSR推進室長は小田多恵子（放送文化推進局長）が兼務[3]。

## 制作番組
- 年またぎスペシャル やっぱり逸見と猫が好き（1989年）
- カノッサの屈辱（1990年）
- TVブックメーカー（1991年）
- ウゴウゴ・ルーガ（1992年 - 1994年） - プロデューサーだけでなくテレビくんの声も担当